# 神秘鸟属
神秘鸟属（学名：Mystiornis）为早白垩世期间（巴列姆期或阿普第期）栖息于今俄罗斯西伯利亚西部的已灭绝鸟类，是从西西伯利亚南部舍斯塔科夫1号地（Shestakovo-1 locality）发现的单块跖骨所获知。该属由叶甫根尼·库罗奇金、尼基塔·泽伦科夫（Nikita V. Zelenkov）、亚历山大·阿韦里亚诺夫（Alexandr O. Averianov）和谢尔盖·列什钦斯基（Sergei V. Leshchinskiy）于2011年命名，模式种是西里尔神秘鸟（Mystiornis cyrili）。多数近期研究均将本属归入反鸟类，尤其是其中的鸟龙鸟科，但作者也指出这一归入只是临时性的，由于已知化石特征独特，目前仍需更多材料以确认其分类地位。
神秘鸟约有画眉大小。从第二跖骨非常短及滑车的朝向来看，神秘鸟应像甘肃鸟和新域鸟一样善于潜水。